# Stigma (chữ cái)
Stigma (chữ hoa Ϛ chữ thường ϛ) là một chữ viết tắt của các chữ cái Hy Lạp sigma (Σ) và tau (τ), được sử dụng để viết tiếng Hy Lạp giữa thời Trung cổ và thế kỷ 19. Nó cũng được sử dụng như một ký hiệu số cho số 6. Trong hàm không liên quan này, nó là sự tiếp nối của chữ digamma cũ (ban đầu là, dạng chữ thảo Hy Lạp Digamma chữ thảo 01.svg), đã được dùng như một chữ số từ thời cổ đại và đã được giới thiệu với chữ ghép σ - in trong chữ viết tay rất nhỏ của thời Trung cổ.thời tiên cổ hay sử dụng chữ stigma như cái hy lạp chữ hoa S chữ thường s